# Achyropappus
Achyropappus – rodzaj roślin z rodziny astrowatych (Asteraceae). Uznawany był za takson monotypowy, obejmujący tylko gatunek Achyropappus anthemoides Kunth występujący w Meksyku, jednak w 2012 w wyniku rewizji taksonomicznej oraz odkrycia endemicznego gatunku w Gwatemali – ustalono liczbę należących tu gatunków na trzy.

## Systematyka
Pozycja według APweb (aktualizowany system APG III z 2009)
Jeden z rodzajów z plemienia Bahieae z podrodziny Asteroideae w obrębie rodziny astrowatych (Asteraceae) z rzędu astrowców (Asterales) należącego do dwuliściennych właściwych.
Wykaz gatunków
- Achyropappus anthemoides Kunth
- Achyropappus depauperatus (S.F. Blake) B.L. Turner
- Achyropappus queretarensis B.L. Turner